# Sigerich
Sigerich († 415) war 415 König der Westgoten in Spanien. Er kam nach der Ermordung seines Vorgängers Athaulf durch die Unterstützung von einflussreichen Adligen an die Macht. Da Athaulf Sigerichs Bruder Sarus hinrichten ließ, schwor dieser Blutrache. Ob Sigerich am Mord beteiligt war, ist nicht nachweisbar.
Sigerich gilt als blutrünstiger und grausamer Herrscher. Er verurteilte die sechs Söhne Athaulfs aus erster Ehe zum Tod und erniedrigte Galla Placidia, die unter den Sklaven große Strecken zu Fuß zurücklegen musste. Er verfolgte eine romfeindliche Politik und bereitete einen großen Feldzug vor.
Nach nur sieben Tagen Regierungszeit wurde er von Anhängern Wallias ermordet.